# Балаханов, Дмитрий Александрович
Дми́трий Алекса́ндрович Балаха́нов (7 ноября 1904 — 12 декабря 1939) — Герой Советского Союза (26.01.1940), участник Польского похода РККА, участник советско-финской войны в должности комиссара 609-го стрелкового полка 139-й стрелковой дивизии 8-й армии.

## Биография
Родился 7 ноября 1904 года в Новой Праге в семье рабочего. Русский. Член ВКП(б). Окончил железнодорожное училище и техникум в Екатеринославе.
В Красной армии с 1924 года. Окончил Курсы усовершенствования по физическому образованию комсостава РККА и Флота имени В. И. Ленина в 1932 году. После окончаний Курсов был оставлен штатным преподавателем гимнастики, а с 1933 года — адъюнктом. В 1933 году переведен в Ленинград на должность военного комиссара военного факультета при ГИФК им. П. Ф. Лесгафта.
Участник освободительного похода советских войск в Западную Белоруссию 1939 года. Участник советско-финской войны 1939—1940 годов.
Военный комиссар 609-го стрелкового полка (139-я стрелковая дивизия, 8-я армия) батальонный комиссар Дмитрий Балаханов в боях 11-12 декабря 1939 года в Толвоярви личным примером вдохновлял воинов полка, поднимал их в атаку. Балаханов погиб в бою 12 декабря 1939 года там же.
Указом Президиума Верховного Совета СССР от 26 января 1940 года «за образцовое выполнение боевых заданий командования на фронте борьбы с финской белогвардейщиной и проявленные при этом отвагу и геройство» батальонному комиссару Балаханову Дмитрию Александровичу посмертно присвоено звание Героя Советского Союза.

## Награды
- Медаль «Золотая Звезда» Героя Советского Союза
- Орден Ленина
- Медали

## Память
- Именем Героя назван посёлок Балаханово в Приозёрском районе Ленинградской области.
- В Днепропетровске на здании железнодорожного техникума установлена мемориальная доска.